# 27 lutego
27 lutego jest 58. dniem w kalendarzu gregoriańskim. Do końca roku pozostało 307 (w latach przestępnych 308) dni.

## Święta
- Imieniny obchodzą: Achacy, Achacjusz, Anna, Auksencja, Auksencjusz, Auksenty, Baldomer, Baldomera, Bazyli, Gabriel, Honoryna, Julian, Leander, Leandra, Orfeusz, Prokop, Sierosława i Sirosława.
- Dominikana – Święto Niepodległości
- Międzynarodowe
  - Międzynarodowy Dzień Niedźwiedzia Polarnego (ang. International Polar Bear Day, akcja ratowania niedźwiedzi polarnych organizowana przez Polar Bears International i Arctic Ambassador Centers w ramach projektu Arctic Document Project)[1][2]
  - Światowy Dzień NGO (Światowy Dzień Organizacji Pozarządowych)
- Wspomnienia i święta w Kościele katolickim[3][4] obchodzą:
  - św. Grzegorz z Nareku (doktor Kościoła)
  - św. Gabriel Possenti od Matki Bożej Bolesnej (zakonnik)
  - bł. Józef Tous y Soler (prezbiter)
  - bł. María Caridad Brader (zakonnica)
  - bł. Maria od Jezusa Deluil-Martiny (zakonnica)
  - bł. Stanisław Streich (męczennik)

## Wydarzenia w Polsce
- 1253 – Książę krakowski i sandomierski Bolesław V Wstydliwy nadał prawa miejskie Bochni.
- 1335 – Król Kazimierz III Wielki wydał przywilej lokacyjny dla Kazimierza (obecnie część Krakowa).
- 1434 – Wielki książę litewski Zygmunt Kiejstutowicz odnowił w Grodnie zapisy złączenia i podległości Litwy Koronie Polskiej.
- 1493 – Król Jan I Olbracht wydał w Piotrkowie przywilej m.in. zaostrzający kary wobec przestępców oraz wprowadzający zakaz ingerencji kościelnej w sądy świeckie.
- 1613 – W Gdańsku odbyła się pierwsza na dzisiejszych ziemiach polskich publiczna sekcja zwłok, przeprowadzona przez Joachima Oelhafiusa na zwłokach dziecka ze wsi Prust (Pruszcz Gdański).
- 1670 – Na Jasnej Górze odbył się ślub króla Polski Michała Korybuta Wiśniowieckiego z arcyksiężniczką austriacką Eleonorą Habsburżanką.
- 1741 – I wojna śląska: król Prus Fryderyk II Wielki został zmuszony do ucieczki i ukrycia się w klasztorze w Kamieńcu Ząbkowickim po ataku Austriaków na jego oddział pod Braszowicami.
- 1786 – Na Śląsku miało miejsce silne i katastrofalne trzęsienie ziemi z epicentrum w okolicach Cieszyna.
- 1846 – Powstanie krakowskie: wojsko austriackie dokonało masakry 29 uczestników tzw. procesji Dembowskiego.
- 1861 – 5 osób zginęło podczas manifestacji patriotycznej w Warszawie, krwawo stłumionej przez wojsko rosyjskie. Powołano Delegację Miejską.
- 1863 – Powstanie styczniowe: zwycięstwo powstańców w bitwie pod Klonową.
- 1886 – Niemiec Julius Dinder jako pierwszy od czasów średniowiecza obcokrajowiec został arcybiskupem metropolitą poznańsko-gnieźnieńskim i prymasem Polski.
- 1916 – Józef Piłsudski powrócił do wyznania rzymskokatolickiego.
- 1918 – Antoni Ponikowski został premierem Królestwa Polskiego.
- 1936 – Premiera filmu Pan Twardowski w reżyserii Henryka Szaro.
- 1938 – Ks. Stanisław Streich został zastrzelony przez komunistycznego zamachowca w czasie mszy z udziałem dzieci odprawianej w kościele parafialnym w Luboniu.
- 1940 – W lesie niedaleko wsi Dąbrowice Niemcy zamordowali 35 Polaków przywiezionych z więzienia sądowego w Koninie.
- 1945:
  - Armia Czerwona zdobyła Szczecinek.
  - Powołano Instytut Zachodni w Poznaniu.
  - W miejscowości Czelin koło Gryfina polscy żołnierze ustawili pierwszy słup graniczny na Odrze.
- 1949 – W wielkopolskim Barchlinie założono pierwszą w kraju Rolniczą Spółdzielnię Produkcyjną.
- 1951 – Zarządzeniem Prezydium Wojewódzkiej Rady Narodowej w Katowicach utworzono Wojewódzkie Przedsiębiorstwo Komunikacyjne w Katowicach.
- 1954 – Premiera filmu Piątka z ulicy Barskiej w reżyserii Aleksandra Forda.
- 1957:
  - Powołano drugi rząd Józefa Cyrankiewicza.
  - Ukazało się pierwsze wydanie tygodnika „Polityka”.
- 1964 – Założono klub piłkarski GKS Katowice.
- 1975 – Premiera 1. odcinka serialu telewizyjnego S.O.S. w reżyserii Janusza Morgensterna.
- 1976 – Henryk Jabłoński został przewodniczącym Frontu Jedności Narodu.
- 1982:
  - Film Człowiek z żelaza w reżyserii Andrzeja Wajdy został wycofany przez producenta z rywalizacji o Oscara.
  - Sejm PRL przyjął ustawę powołującą Państwową Agencję Atomistyki.
- 1990 – Polska i Izrael wznowiły po 23 latach stosunki dyplomatyczne.
- 2006 – Gen. Franciszek Gągor został szefem Sztabu Generalnego Wojska Polskiego.
- 2007 – Akademia Medyczna w Poznaniu została przekształcona w Uniwersytet Medyczny im. Karola Marcinkowskiego.
- 2009 – Jedna osoba zginęła, a dwie zostały ranne w katastrofie wojskowego śmigłowca Mi-24 w Szadłowicach koło Inowrocławia.
- 2019 – W Pruszkowie rozpoczęły się 116. Mistrzostwa Świata w Kolarstwie Torowym.

## Wydarzenia na świecie

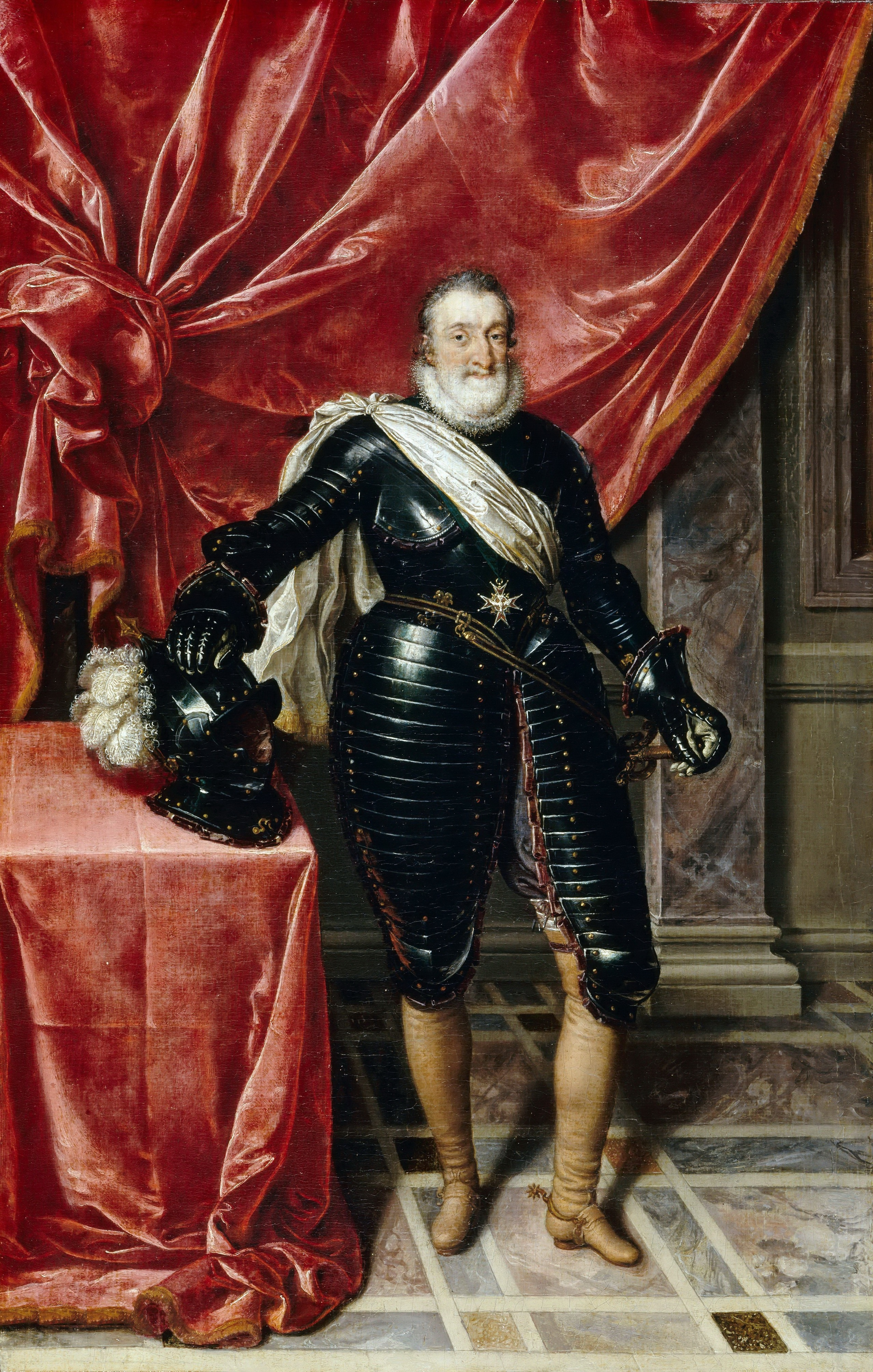
Król Francji Henryk IV

- 493 – Dwa dni po kapitulacji Rawenny podpisano układ na mocy którego król Italii (rex italiae) Odoaker miał się podzielić władzą w kraju ze zwycięskim wodzem Ostrogotów Teodorykiem Wielkim.
- 1412 – Zwycięstwo infanta Kastylii Ferdynanda de Anteguera nad rywalem do korony Aragonii hrabią Urgell Jakubem II w bitwie pod Murviedro.
- 1458 – Jerzy z Podiebradów został wybrany na króla Czech.
- 1531 – Niemieccy książęta protestanccy powołali Związek Szmalkaldzki wymierzony przeciw katolickiemu cesarzowi Karolowi V Habsburgowi.
- 1594 – Henryk IV Burbon został koronowany na króla Francji.
- 1617 – Rosja i Szwecja zawarły pokój w Stołbowie.
- 1700 – William Dampier odkrył Nową Brytanię na Pacyfiku.
- 1764 – Dzieło O obecnym stanie Kościoła i o prawowitej władzy biskupa Rzymu niemieckiego prałata, biskupa pomocniczego Trewiru używającego pseudonimu Justinus Febronius Nicolasa von Hontheima, zostało umieszczone na kościelnym Indeksie ksiąg zakazanych.
- 1767 – Król Hiszpanii Karol III wydał dekret nakazujący jezuitom opuszczenie kraju.
- 1802 – Cesarz Rosji Aleksander I wydał ukaz o podziale guberni białoruskiej na mohylewską i witebską.
- 1805 – Przyszły pierwszy cesarz Meksyku Augustyn I ożenił się z Anną Marią Huarte.
- 1812 – Na jednej z wysp na rzece Parana po raz pierwszy podniesiono flagę Argentyny.
- 1814:
  - Wojna na Półwyspie Iberyjskim: zwycięstwo wojsk brytyjskich nad francuskimi w bitwie pod Orthez.
  - W Wiedniu odbyła się premiera VIII symfonii Ludwiga van Beethovena.
- 1826 – Została odkryta Kometa Biela.
- 1829 – Wojna kolumbijsko-peruwiańska: zwycięstwo wojsk kolumbijskich w bitwie na wzgórzu Tarqui.
- 1834 – We Florencji odbyła się premiera opery Rosmonda Angielska Gaetana Donizettiego.
- 1841 – Frederik Due został premierem Norwegii.
- 1844 – Dominikana uzyskała niepodległość (od Haiti).
- 1848 – Wiosna Ludów: w Badenii rozpoczęły się proreformatorskie protesty społeczne.
- 1849 – Powstanie węgierskie: klęska wojsk węgierskich w bitwie z Austriakami pod Kápolną.
- 1850 – Sacramento w Kalifornii uzyskało prawa miejskie.
- 1868 – W Wielkiej Brytanii powstał Pierwszy rząd Benjamina Disraelego.
- 1870 – Przyjęto flagę Japonii.
- 1875:
  - Powstanie antyhiszpańskie na Kubie: rządy Hiszpanii i USA zawarły porozumienie, zgodnie z którym Hiszpanie wypłacili Amerykanom i Brytyjczykom odszkodowania za uprowadzenie 31 października 1873 roku z Jamajki na Kubę amerykańskiego statku „Virginius“ i stracenie 53 członków jego załogi i pasażerów (Amerykanów, Brytyjczyków i Kubańczyków), skazanych na śmierć przez sąd doraźny za udzielanie pomocy powstańcom.
  - W mieście Mayagüez na Portoryko uruchomiono pierwszą linię tramwaju konnego.
- 1877:
  - Francisco Linares Alcántara został prezydentem Wenezueli.
  - Rana Udip Singh Bahadur Rana został premierem Nepalu.
- 1879:
  - Constantin Fahlberg i Ira Remsen z Johns Hopkins University w Baltimore odkryli sacharynę.
  - W Nicei uruchomiono pierwszą linię tramwaju konnego.
- 1881:
  - I wojna burska: klęska wojsk brytyjskich w bitwie na wzgórzu Majuba.
  - Wilhelm Hohenzollern (późniejszy cesarz Niemiec i król Prus Wilhelm II) poślubił księżniczkę Augustę Wiktorię.
- 1885 – Została utworzona Niemiecka Afryka Wschodnia.
- 1893:
  - Etiopia zerwała zawarty w 1889 roku traktat z Uccialli o przyjaźni i pokoju wieczystym z Włochami.
  - W Lublanie założono Słoweński Związek Górski.
- 1900:
  - II wojna burska: zwycięstwem wojsk brytyjskich zakończyła się bitwa pod Paardebergiem.
  - Założono brytyjską Partię Pracy.
  - Założono klub piłkarski Bayern Monachium.
- 1905 – Uroczyście otwarto ewangelicką katedrę berlińską.
- 1915 – Ukazała się powieść Dolina trwogi Arthura Conana Doyle’a, czwarta i ostatnia z przygodami Sherlocka Holmesa (później ukazywały się tylko opowiadania).
- 1916 – I wojna światowa: brytyjski statek pasażerski „Maloja”(inne języki) zatonął w kanale La Manche na minie postawionej przez niemiecki okręt podwodny SM UC-6, w wyniku czego zginęło 155 osób.
- 1919 – Została utworzona Litewsko-Białoruska Socjalistyczna Republika Rad.
- 1921:
  - Na zjeździe odbywającym w dniach 22–27 lutego w Wiedniu 80 delegatów reprezentujących 10 partii socjalistycznych i socjaldemokratycznych powołało Międzynarodową Wspólnotę Pracy Partii Socjalistycznych.
  - W zdarzeniu dwóch pociągów ekspresowych w Porter w amerykańskim stanie Indiana zginęło 37 osób, a około 100 zostało rannych.
- 1930 – Wyspa Bouveta na południowym Atlantyku została zaanektowana przez Norwegię.
- 1932:
  - James Chadwick ogłosił na łamach tygodnika „Nature” odkrycie neutronu.
  - W Ukraińskiej SRR dokonano zmiany podziału administracyjnego z guberni na obwody i rejony.
- 1933 – Spłonął gmach Reichstagu w Berlinie.
- 1934 – Gestapo aresztowało w jego mieszkaniu Berlinie agenta polskiego wywiadu Jerzego Sosnowskiego.
- 1935:
  - Odbyła się 7. ceremonia wręczenia Oscarów.
  - Prezydent Francji Albert Lebrun odsłonił pomnik Widma poświęcony francuskim ofiarom II bitwy nad Marną, autorstwa rzeźbiarza polskiego pochodzenia Paula Landowskiego.
- 1937 – Podczas obrad plenum KC WKP aresztowano Mikołaja Bucharina i Aleksieja Rykowa; w ZSRR rozpoczął się kolejny etap czystek politycznych.
- 1939 – Francja i Wielka Brytania uznały hiszpański rząd gen. Francisco Franco.
- 1940:
  - Amerykanie Martin Kamen i Sam Ruben odkryli izotop promieniotwórczy węgiel-14.
  - Amerykański pilot Richard Byrd odkrył Wyspę Thurstona na Antarktydzie.
  - Zdelegalizowano Związek Polaków w Niemczech.
- 1941:
  - Nowozelandzki krążownik lekki HMNZS „Leander” zatopił koło Malediwów włoski krążownik pomocniczy „Ramb I”, ratując następnie jego załogę.
  - Odbyła się 13. ceremonia wręczenia Oscarów.
- 1942 – Wojna na Pacyfiku: zwycięstwo Japończyków w bitwie na Morzu Jawajskim.
- 1945 – Front zachodni: w wyniku brytyjskiego nalotu na Moguncję zginęło około 1200 osób.
- 1947 – W Nowym Tajpej na Tajwanie wybuchły zamieszki spowodowane represyjną polityką Kuomintangu wobec mieszkańców.
- 1950:
  - W trudnych warunkach pogodowych na górze Vysoká hole w paśmie Wysokiego Jesionika rozbił się, należący do ČSA, lecący z Ostrawy do Pragi samolot Douglas DC-3 z 31 osobami na pokładzie (4 członkami załogi i 27 pasażerami), z których 5 zginęło na miejscu. Dzięki akcji podjętej przez ratowników górskich i wojsko uratowano pozostałych 26 osób.
  - Zespół dr. Hilarego Koprowskiego przeprowadził pierwszą kliniczną próbę z atenuowaną doustną szczepionką przeciwko chorobie Heinego-Medina.
- 1951 – Ratyfikowano 22. poprawkę do Konstytucji USA, ograniczającą dopuszczalność piastowania urzędu prezydenta do dwóch kadencji.
- 1952 – Gen. Helmuth Weidling, ostatni dowódca obrony okręgu berlińskiego w czasie bitwy o Berlin, został skazany przez trybunał wojskowy w Moskwie na 25 lat pozbawienia wolności za opóźnianie kapitulacji miasta.
- 1953 – 33 kraje alianckie i Niemcy Zachodnie zawarły w Londynie umowę w sprawie spłaty niemieckich długów zagranicznych z okresu sprzed 8 maja 1945 roku.
- 1958:
  - 35 osób zginęło, a 7 zostało rannych w katastrofie należącego do Manx Airlines samolotu Bristol Freighter, lecącego z Wyspy Man do Manchesteru.
  - Reprezentacja Polski w piłce ręcznej mężczyzn, w swym pierwszym w historii meczu na mistrzostwach świata rozgrywanych w NRD, zremisowała z Finlandią 14:14.
- 1963:
  - Dokonano oblotu amerykańskiego lekkiego śmigłowca obserwacyjnego Hughes OH-6 Cayuse.
  - Juan Bosch został prezydentem Dominikany.
- 1965 – Dokonano oblotu radzieckiego samolotu transportowego An-22.
- 1971 – W Nowym Jorku ukazało się pierwsze wydanie polonijnego „Nowego Dziennika”.
- 1973 – W proteście przeciwko łamaniu ich praw przez władze federalne, kilkuset działaczy Ruchu Indian Amerykańskich rozpoczęło okupację miejscowości Wounded Knee (Dakota Południowa).
- 1974 – Ukazało się pierwsze wydanie amerykańskiego magazynu „People”.
- 1976 – Sahara Zachodnia ogłosiła niepodległość (od Hiszpanii).
- 1977 – 16-letni Diego Maradona zadebiutował w drużynie narodowej Argentyny w wygranym 5:1 towarzyskim meczu z Węgrami.
- 1980 – Partyzanci z kolumbijskiej organizacji „Ruch 19 Kwietnia” rozpoczęli dwumiesięczną okupację ambasady dominikańskiej w Bogocie, biorąc jako zakładników ok. 60 osób.
- 1981 – Odbywający kary pozbawienia wolności za napady rabunkowe Gerard Dupre i Daniel Beaumont uciekli z więzienia w podparyskim Fleury-Mérogis helikopterem, którego pilota ich dwaj wspólnicy zmusili do wylądowania na więziennym boisku.
- 1986 – Amerykański seryjny morderca Robert Hansen został skazany na 461 lat pozbawienia wolności.
- 1988 – W mieście Sumgait we wschodnim Azerbejdżanie doszło do napaści na tle etnicznym na miejscowych Ormian. W wyniku trzydniowych starć zginęły 32 osoby, a kilkaset zostało rannych.
- 1989 – W Wenezueli doszło do krwawych rozruchów znanych jako El Caracazo.
- 1990 – W Toronto ukazało się ostatnie wydanie polskojęzycznego czasopisma „Kronika Tygodniowa”.
- 1991 – I wojna w Zatoce Perskiej: decydujące zwycięstwo wojsk amerykańskich i brytyjskich nad irackimi w bitwie o Punkt Norfolk.
- 1993 – Wojna w Bośni i Hercegowinie: 18 Boszniaków, Chorwat i osoba o nieustalonej narodowości, uprowadzonych wcześniej z pociągu na stacji Štrpci, zginęło w masakrze dokonanej w miejscowości Mušići przez serbską grupę paramilitarną.
- 1994 – 10 osób zginęło, a 60 zostało rannych w zamachu bombowym na kościół maronitów w libańskim mieście Dżunija.
- 1996 – Rosny Smarth został premierem Haiti.
- 1999 – Gen. Olusẹgun Ọbasanjọ wygrał wybory prezydenckie w Nigerii.
- 2002 – W indyjskim stanie Gudźarat rozpoczęły się zamieszki między muzułmanami i hinduistami, w wyniku których zginęło od 800 do 2000 osób.
- 2003 – Biljana Plavšić, była prezydent Republiki Serbskiej w Bośni i Hercegowinie, została skazana za zbrodnie wojenne na 11 lat pozbawienia wolności przez Międzynarodowy Trybunał Karny dla byłej Jugosławii w Hadze.
- 2004:
  - Na Filipinach w wyniku wybuchu bomby na promie pasażerskim zginęło 116 osób. O zorganizowanie zamachu władze oskarżyły islamską organizację terrorystyczną Grupa Abu Sajjafa.
  - Shōkō Asahara, niewidomy przywódca japońskiej sekty Aum Shinrikyō (Najwyższa Prawda), został skazany na karę śmierci m.in. za zorganizowanie ataku gazowego na tokijskie metro w 1995 roku.
- 2005 – Odbyła się 77. ceremonia wręczenia Oscarów.
- 2008 – W Anglii miało miejsce trzęsienie ziemi o sile do 5,3 stopni w skali Richtera, które nie spowodowało poważniejszych zniszczeń.
- 2010:
  - 525 osób zginęło, a setki zostało rannych w trzęsieniu ziemi o sile 8,8 stopnia w skali Richtera, które nawiedziło Chile.
  - Na Nauru odbyło się referendum w którym większość głosujących opowiedziała się przeciwko bezpośredniemu wyborowi prezydenta.
  - Podczas XXI Zimowych Igrzysk Olimpijskich w Vancouver Justyna Kowalczyk zdobyła złoty medal w biegu narciarskim na 30 km techniką klasyczną, a Katarzyna Bachleda-Curuś, Katarzyna Woźniak i Luiza Złotkowska medal brązowy w łyżwiarstwie szybkim.
- 2011:
  - Al-Badżi Ka’id as-Sibsi został premierem Tunezji.
  - Odbyła się 83. ceremonia wręczenia Oscarów.
- 2012 – Raymond Ndong Sima został premierem Gabonu.
- 2014:
  - Arsenij Jaceniuk został premierem Ukrainy.
  - Kryzys krymski: uzbrojeni osobnicy określający się jako „przedstawiciele samoobrony rosyjskojęzycznych obywateli Krymu” zajęli budynki parlamentu i rządu Republiki Autonomicznej Krymu w Symferopolu, po czym wywiesili rosyjską flagę.
- 2015 – W centrum Moskwy został zastrzelony opozycyjny polityk Boris Niemcow.
- 2019:
  - 25 osób zginęło, a 50 zostało rannych w katastrofie pociągu osobowego na stacji Kair Ramsis.
  - Firmin Ngrébada został premierem Republiki Środkowoafrykańskiej.
- 2020 – Były premier Umaro Sissoco Embaló objął urząd prezydenta Gwinei Bissau.

## Eksploracja kosmosu
- 1966 – Radziecka sonda Wenera 2 przeleciała obok Wenus.

## Urodzili się
- 272 – Konstantyn I Wielki, cesarz rzymski (zm. 337)
- 1347 – Albert d’Este, markiz Ferrary i Modeny (zm. 1393)
- 1427 – Ruprecht z Palatynatu, książę-elektor Rzeszy, arcybiskup Kolonii (zm. 1480)
- 1501 – Antonius Corvinus, niemiecki duchowny luterański, działacz reformacyjny (zm. 1553)
- 1567 – William Alabaster, angielski teolog, dramaturg, poeta (zm. 1640)
- 1575 – Jan Adolf, książę Holsztynu-Gottorp, arcybiskup Bremy i Hamburga (zm. 1616)
- 1606 – Laurent de La Hyre, francuski malarz, rysownik, grafik, dekorator (zm. 1656)
- 1622 – Carel Fabritius, holenderski malarz (zm. 1654)
- 1657 – Álvaro Cienfuegos, hiszpański kardynał, dyplomata (zm. 1739)
- 1659 – William Sherard, angielski botanik (zm. 1728)
- 1665 – Evelyn Pierrepont, brytyjski arystokrata, polityk (zm. 1726)
- 1667 – Ludwika Karolina Radziwiłł, polska księżna, margrabina brandenburska (zm. 1695)
- 1689 – Pietro Gnocchi, włoski kompozytor, geograf, historyk (zm. 1775)
- 1691 – Edward Cave, brytyjski dziennikarz, drukarz (zm. 1754)
- 1702 – Johann Valentin Görner, niemiecki kompozytor (zm. 1762)
- 1703 – Sidney Beauclerk, brytyjski arystokrata, polityk (zm. 1744)
- 1711 – Konstantyn Mavrocordat, hospodar Wołoszczyzny (zm. 1769)
- 1724 – Fryderyk Michał Wittelsbach, książę Palatynatu-Birkenfeld (zm. 1767)
- 1732 – Jean-de-Dieu-Raymond de Boisgelin de Cucé, francuski duchowny katolicki, biskup Lavaur, arcybiskup Aix-en-Provence, arcybiskup Lavaur, kardynał, polityk (zm. 1804)
- 1734 – Karol Stanisław Radziwiłł, książę, wojewoda wileński, marszałek Sejmu (zm. 1790)
- 1738 – Francesco D’Aquino di Caramanico, neapolitański książę, polityk, reformator, patron uczonych (zm. 1795)
- 1746:
  - Gian Francesco Fortunati, włoski kompozytor (zm. 1821)
  - Carl Gottlieb Svarez, pruski prawnik (zm. 1798)
- 1767 – Jacques-Charles Dupont de l’Eure, francuski polityk, premier Francji (zm. 1855)
- 1770 – Juan Bautista Arriaza, hiszpański poeta (zm. 1837)
- 1782 – Maria Teresa Haze, belgijska zakonnica, błogosławiona (zm. 1876)
- 1786 – Alexander Contee Hanson, amerykański polityk, senator (zm. 1819)
- 1798 – Harald Othmar Lenz, niemiecki przyrodnik, pedagog (zm. 1870)
- 1802 – Elżbieta Aleksandra, księżniczka wirtemberska, księżna badeńska (zm. 1864)
- 1806 – Aleksander Stadnicki, polski prawnik, historyk, polityk (zm. 1861)
- 1807 – Henry Wadsworth Longfellow, amerykański poeta (zm. 1882)
- 1809 – Jan Cornay, francuski duchowny katolicki, misjonarz, męczennik, święty (zm. 1837)
- 1812:
  - Samo Chalupka, słowacki duchowny ewangelicki, poeta (zm. 1883)
  - Napoleon Leon Łubieński, polski urzędnik, działacz kulturalny, bibliofil (zm. 1860)
  - Kazimierz Skiba, polski chłop, sołtys Katowic (zm. 1890)
- 1817:
  - Józef Kazimierz Piotrowski, polski organista, kompozytor (zm. 1873)
  - Kazimierz Kręcki, polski ksiądz rzymskokatolicki, działacz społeczny, jeden z założycieli Ligi Polskiej
- 1818 – Charles Gordon-Lennox, brytyjski arystokrata, polityk (zm. 1903)
- 1822 – Teofil Lenartowicz, polski poeta, etnograf, rzeźbiarz, konspirator (zm. 1893)
- 1825:
  - Luis Madrazo, hiszpański malarz, krytyk sztuki (zm. 1897)
  - Guillaume-Marie-Romain Sourrieu, francuski duchowny katolicki, arcybiskup Rouen, kardynał (zm. 1899)
- 1831 – Nikołaj Gay, rosyjski malarz (zm. 1894)
- 1833 – Leandro Valle Martínez, meksykański generał, polityk (zm. 1861)
- 1845:
  - Aleksander Krywult, polski kolekcjoner, mecenas sztuki (zm. 1903)
  - Aleksander Raciborski, polski ziemianin, filozof, działacz gospodarczy i społeczny, polityk (zm. 1920)
- 1846:
  - Simon Bamberger, amerykański polityk pochodzenia niemieckiego (zm. 1926)
  - Franz Mehring, niemiecki filozof, teoretyk i historyk marksistowski, działacz komunistyczny (zm. 1919)
  - Miron (Nikolić), serbski biskup prawosławny (zm. 1941)
- 1847 – Ellen Terry, brytyjska aktorka (zm. 1928)
- 1848 – Hubert Parry, brytyjski kompozytor (zm. 1918)
- 1850:
  - Aleksandr Poehl, rosyjski chemik, farmaceuta pochodzenia niemieckiego (zm. 1908)
  - Laura E. Richards, amerykańska pisarka, poetka (zm. 1943)
- 1852 – Tadeusz Dowgird, polski malarz (zm. 1919)
- 1854 – Teodor Jeske-Choiński, polski pisarz, publicysta, krytyk literacki (zm. 1920)
- 1859:
  - Anna O., żydowska sufrażystka, działaczka społeczna (zm. 1936)
  - Roman Adame Rosales, meksykański duchowny katolicki, męczennik, święty (zm. 1927)
- 1861 – Rudolf Steiner, niemiecki filozof, mistyk, ezoteryk (zm. 1925)
- 1863 – George Mead, amerykański filozof, socjolog, psycholog (zm. 1931)
- 1864 – Eemil Nestor Setälä, fiński językoznawca, literaturoznawca, wykładowca akademicki (zm. 1935)
- 1865:
  - Aleksander Czołowski, polski historyk, archiwista, muzealnik, antykwariusz, wykładowca akademicki (zm. 1944)
  - Jacques Mieses, niemiecki szachista, dziennikarz, sędzia i działacz szachowy (zm. 1954)
- 1866 – Stanisław Chełchowski, polski ziemianin, działacz społeczny, rolnik, przyrodnik, etnograf (zm. 1907)
- 1867 – Irving Fisher, amerykański ekonomista (zm. 1947)
- 1869:
  - Henry Chandler Cowles, amerykański botanik, ekolog (zm. 1939)
  - Alice Hamilton, amerykańska bakteriolog (zm. 1970)
  - Aleksander Malinowski, polski inżynier technolog, działacz socjalistyczny i niepodległościowy, wydawca źródeł (zm. 1922)
  - Antoni Schultis, polski podporucznik rezerwy, polityk, wojewoda śląski (zm. 1939)
- 1870:
  - Christel Hamann, niemiecki konstruktor maszyn liczących (zm. 1948)
  - Aleksander Osiński, polski generał dywizji, polityk, senator RP, kierownik resortu spraw wojskowych (zm. 1956)
  - Ludwik Żeleński, polski działacz piłkarski, pierwszy prezes PZPN (zm. 1940)
- 1871 – James H. MacLafferty, amerykański polityk (zm. 1937)
- 1873 – Enrique Gómez Carrillo, gwatemalski pisarz, krytyk literacki, dziennikarz, publicysta, dyplomata (zm. 1927)
- 1875:
  - Władimir Fiłatow, ukraińsko-rosyjski chirurg, okulista (zm. 1956)
  - Sperancja od Krzyża, hiszpańska karmelitanka, misjonarka, męczennica, błogosławiona (zm. 1936)
  - Wojciech Tomaka, polski duchowny katolicki, biskup pomocniczy przemyski (zm. 1967)
- 1877:
  - Joseph Grinnell, amerykański biolog, ornitolog, ekolog (zm. 1939)
  - Chaim Rumkowski, żydowski przemysłowiec, działacz syjonistyczny (zm. 1944)
- 1879:
  - Aleksander Litwinowicz, polski generał brygady, inżynier mechanik (zm. 1948)
  - Józef Montwiłł-Mirecki, polski działacz socjalistyczny, przywódca Organizacji Bojowej PPS (zm. 1908)
  - Wissarion (Puiu), rumuński biskup prawosławny (zm. 1964)
  - Henryk Uziembło, polski malarz, grafik, projektant (zm. 1949)
- 1880 – Kazimieras Venclauskis, litewski prawnik, polityk (zm. 1940)
- 1881:
  - Luitzen Egbertus Jan Brouwer, holenderski matematyk (zm. 1966)
  - Ernst Rittershaus, niemiecki psychiatra, pisarz (zm. 1945)
- 1882 – Edmund Glaise-Horstenau, austriacki generał, historyk, polityk nazistowski (zm. 1946)
- 1884 – Franz von Streng, szwajcarski duchowny katolicki, biskup Bazylei i Lugano (zm. 1970)
- 1886 – Hugo Black, amerykański prawnik, polityk, senator (zm. 1971)
- 1887:
  - Arvo Lindén, fiński zapaśnik (zm. 1941)
  - Piotr Niestierow, rosyjski pilot wojskowy (zm. 1914)
  - Charles Shepherd, walijski hokeista na trawie (zm. 1968)
  - Harald Wallin, szwedzki żeglarz sportowy (zm. 1946)
- 1888:
  - Roberto Assagioli, włoski psychiatra, psychoterapeuta (zm. 1974)
  - Richard Kohn, austriacki piłkarz, trener (zm. 1963)
  - Lotte Lehmann, niemiecka śpiewaczka operowa (sopran) (zm. 1976)
  - Marian Przewłocki, polski generał brygady (zm. 1966)
  - Josep Vidal-Ribas, hiszpański działacz sportowy (zm. 1959)
- 1890:
  - George Norman Clark, brytyjski historyk (zm. 1979)
  - Paweł Parniak, polski superstulatek (zm. 2006)
  - Giuseppe Ricciotti, włoski duchowny katolicki, historyk chrześcijaństwa, archeolog (zm. 1964)
- 1891:
  - Rudolf Dreszer, polski generał brygady (zm. 1958)
  - Anne Samson, kanadyjska zakonnica, superstulatka (zm. 2004)
  - David Sarnoff, amerykański przedsiębiorca pochodzenia żydowskiego (zm. 1971)
- 1892:
  - William Demarest, amerykański aktor (zm. 1983)
  - Hellmut Ritter, niemiecki orientalista, wykładowca akademicki, tłumacz (zm. 1971)
- 1893 – Ralph Linton, amerykański antropolog kulturowy, socjolog (zm. 1953)
- 1895:
  - Ferdinand Heim, niemiecki generał (zm. 1977)
  - Emilia Hiżowa, polska architekt, działaczka społeczna, członkini Prezydium Rady Pomocy Żydom przy Delegaturze Rządu na Kraj „Żegota”, polityk, poseł do KRN i na Sejm Ustawodawczy RP (zm. 1970)
  - Stepan Kłoczurak, ukraiński polityk (zm. 1980)
- 1896:
  - Otto Brauneck, niemiecki pilot wojskowy, as myśliwski (zm. 1917)
  - Edmund Wilczyński, polski polityk, senator RP (zm. 1969)
- 1897:
  - Marian Anderson, amerykańska śpiewaczka operowa (kontralt) (zm. 1993)
  - Bernard Lyot, francuski astronom (zm. 1952)
  - Norman Mawle, australijski pilot wojskowy, as myśliwski (zm. 1971)
  - Polina Żemczużyna, radziecka polityk pochodzenia żydowskiego (zm. 1970)
- 1898:
  - Maryse Bastié, francuska pilotka (zm. 1952)
  - Allison Danzig, amerykański dziennikarz sportowy (zm. 1987)
  - Steen Due, duński hokeista na trawie (zm. 1974)
  - Bronisław Rutkowski, polski organista, pedagog, krytyk muzyczny, dyrygent, kompozytor (zm. 1964)
- 1899:
  - Charles Best, kanadyjski fizjolog (zm. 1978)
  - Siemion Rudniew, radziecki generał major (zm. 1943)
- 1900 – Evert Lundquist, szwedzki piłkarz (zm. 1979)
- 1901:
  - Leonard Blumenthal, amerykański matematyk, wykładowca akademicki pocbodzenia żydowskiego (zm. 1984)
  - Nikołaj Organow, radziecki polityk (zm. 1982)
  - George Vernot, kanadyjski pływak (zm. 1962)
  - Jan Wesołowski, polski dyrektor teatralny, lalkarz, aktor, reżyser, działacz kulturalny i komunistyczny (zm. 1993)
  - Goffredo Zehender, włoski kierowca wyścigowy (zm. 1958)
- 1902:
  - Ethelda Bleibtrey, amerykańska pływaczka (zm. 1978)
  - Lucio Costa, brazylijski architekt, urbanista (zm. 1998)
  - Marie Eline, amerykańska aktorka (zm. 1981)
  - John Steinbeck, amerykański pisarz, dziennikarz, laureat Nagrody Nobla (zm. 1968)
  - Maria Wiercińska, polska aktorka, reżyserka teatralna, telewizyjna i radiowa (zm. 1976)
  - Michał Wiłkomirski, polski skrzypek (zm. 1988)
- 1903:
  - Chen Geng, chiński generał, polityk komunistyczny (zm. 1961)
  - Henryk Szletyński, polski aktor, reżyser teatralny (zm. 1996)
- 1904:
  - Julij Chariton, rosyjski fizyk jądrowy (zm. 1996)
  - James T. Farrell, amerykański prozaik, poeta (zm. 1979)
  - Jalu Kurek, polski prozaik, poeta, tłumacz (zm. 1983)
  - André Leducq, francuski kolarz szosowy i torowy (zm. 1980)
- 1905:
  - Charley Eugene Johns, amerykański polityk (zm. 1990)
  - Jacques Mairesse, francuski piłkarz (zm. 1940)
  - Franchot Tone, amerykański aktor (zm. 1968)
- 1907:
  - Mildred Bailey, amerykańska wokalistka i pianistka jazzowa (zm. 1951)
  - Momčilo Đujić, serbski duchowny prawosławny, dowódca czetników (zm. 1999)
  - Paula Wiesinger, włoska narciarka alpejska (zm. 2001)
- 1908:
  - Eyolf Kleven, duński piłkarz (zm. 1985)
  - Aleksander Kunicki, polski prawnik, wykładowca akademicki (zm. 1984)
- 1909 – Aleksander Ansberg, estoński i radziecki polityk (zm. 1975)
- 1910:
  - Joan Bennett, amerykańska aktorka (zm. 1990)
  - Genrich Gasparian, ormiański szachista, kompozytor szachowy (zm. 1995)
  - Zofia Hertz, polska dziennikarka pochodzenia żydowskiego (zm. 2003)
  - Clarence Johnson, amerykański inżynier lotniczy (zm. 1990)
- 1911:
  - Momčilo Đokić, jugosłowiański piłkarz, trener (zm. 1983)
  - Andrzej Wohl, polski socjolog, filozof, dziennikarz pochodzenia żydowskiego (zm. 1998)
- 1912:
  - Lawrence Durrell, brytyjski pisarz (zm. 1990)
  - Maria Fiedotjew-Jesse, polska mykolog (zm. 1985)
- 1913:
  - Paul Ricœur, francuski filozof (zm. 2005)
  - Kazimierz Sabbat, polski polityk, premier i prezydent RP na uchodźstwie (zm. 1989)
  - Irwin Shaw, amerykański prozaik, dramaturg, scenarzysta filmowy pochodzenia żydowskiego (zm. 1984)
- 1915:
  - Czesław Byszewski, polski aktor, lektor radiowy (zm. 1997)
  - José Marante, argentyński piłkarz (zm. 1993)
  - Wacław Skomorucha, polski duchowny katolicki, biskup pomocniczy siedlecki (zm. 2001)
- 1917 – John Connally, amerykański polityk (zm. 1993)
- 1918:
  - Aleksander Arkuszyński, polski działacz podziemia niepodległościowego w czasie II wojny światowej (zm. 2016)
  - Zofia Jamry, polska aktorka (zm. 2006)
- 1919:
  - Chick Halbert, amerykański koszykarz (zm. 1994)
  - Roman Haubenstock-Ramati, austriacki kompozytor pochodzenia żydowskiego (zm. 1994)
  - Jerzy Jarnuszkiewicz, polski rzeźbiarz (zm. 2005)
  - Helena Wolińska, polska prokurator wojskowa pochodzenia żydowskiego (zm. 2008)
- 1920 – Aleksiej Riazanow, radziecki major pilot, as myśliwski (zm. 1992)
- 1921:
  - Michael Fox, amerykański aktor (zm. 1996)
  - Willy Kyrklund, szwedzko-fiński prozaik, dramaturg (zm. 2009)
  - Jewgienij Migunow, rosyjski rysownik, karykaturzysta, twórca filmów animowanych (zm. 2004)
  - Theodore Van Kirk, amerykański major nawigator (zm. 2014)
- 1922:
  - Andriej Pietriczenko, radziecki sierżant (zm. 1945)
  - Jerzy Starnawski, polski historyk literatury, wykładowca akademicki (zm. 2012)
  - Zygfryd Wolniak, polski polityk, dyplomata (zm. 1970)
- 1923:
  - József Fekete, węgierski gimnastyk (zm. 1987)
  - Dexter Gordon, amerykański muzyk jazzowy, kompozytor, pedagog, aktor (zm. 1990)
  - Tadeusz Turkowski, polski malarz (zm. 2012)
- 1925:
  - Egidius Braun, niemiecki działacz piłkarski (zm. 2022)
  - Rościsław Brochocki, polski malarz (zm. 2010)
  - Kenneth Koch, amerykański poeta, dramaturg (zm. 2002)
  - Boris Snietkow, radziecki generał armii (zm. 2006)
- 1926 – David Hubel, kanadyjski neurofizjolog, wykładowca akademicki, laureat Nagrody Nobla (zm. 2013)
- 1927:
  - August Chełkowski, polski fizyk, wykładowca akademicki, polityk, marszałek Senatu RP (zm. 1999)
  - James Leo Herlihy, amerykański pisarz (zm. 1993)
  - Jarl Kulle, szwedzki aktor (zm. 1997)
  - Peter Whittle, nowozelandzki matematyk, statystyk (zm. 2021)
- 1928:
  - René Clemencic, austriacki muzykolog, dyrygent, flecista, klawesynista, kompozytor (zm. 2022)
  - Klaus Dick, niemiecki duchowny katolicki, biskup pomocniczy Kolonii (zm. 2024)
  - Telesfor Piecuch, polski chirurg, profesor nauk medycznych (zm. 2022)
  - Andrzej Stockinger, polski aktor (zm. 1993)
- 1929:
  - Zdzisław Chlewiński, polski duchowny katolicki, pedagog, psycholog (zm. 2021)
  - Stefan Kudelski, polski elektronik, wynalazca (zm. 2013)
  - Djalma Santos, brazylijski piłkarz (zm. 2013)
- 1930:
  - Jovan Krkobabić, serbski przedsiębiorca, polityk (zm. 2014)
  - Peter Stone, amerykański pisarz (zm. 2003)
  - John Straffen, brytyjski seryjny morderca (zm. 2007)
  - Joanne Woodward, amerykańska aktorka
- 1931:
  - Wacław Dec, polski ginekolog położnik, wykładowca akademicki (zm. 1997)
  - Pelagia Pająk, polska inżynier rolnictwa, polityk, poseł na Sejm PRL (zm. 2025)
  - Henryk M. Wiśniewski, polsko-amerykański neuropatolog (zm. 1999)
- 1932:
  - Roger Boutry, francuski kompozytor, dyrygent (zm. 2019)
  - László Sárosi, węgierski piłkarz (zm. 2016)
  - Elizabeth Taylor, brytyjska aktorka (zm. 2011)
  - David Young, brytyjski przedsiębiorca, polityk, sekretarz stanu ds. handlu i przemysłu oraz zatrudnienia (zm. 2022)
- 1933:
  - Stan Anderson, angielski piłkarz (zm. 2018)
  - Aleksander Minkowski, polski pisarz (zm. 2016)
  - Sammy Taylor, amerykański baseballista (zm. 2019)
- 1934:
  - Józef Bańka, polski filozof, wykładowca akademicki (zm. 2019)
  - Rena Mirecka, polska aktorka (zm. 2022)
  - N. Scott Momaday, amerykański pisarz, poeta (zm. 2024)
  - Ralph Nader, amerykański polityk
  - Van Williams, amerykański aktor (zm. 2016)
- 1935:
  - Roman Duda, polski matematyk, wykładowca akademicki
  - Mirella Freni, włoska śpiewaczka operowa (sopran spinto) (zm. 2020)
  - Jan Lipski, polski rolnik, polityk, poseł na Sejm PRL
- 1936:
  - Fred Haines, amerykański scenarzysta filmowy (zm. 2008)
  - Johannes Kaiser, niemiecki lekkoatleta, sprinter (zm. 1996)
  - Roger Mahony, amerykański duchowny katolicki, arcybiskup Los Angeles, kardynał
- 1937:
  - David Ackles, amerykański piosenkarz, kompozytor, autor tekstów, scenarzysta, dramaturg (zm. 1999)
  - Barbara Babcock, amerykańska aktorka
  - Carlos S. Camacho, polityk z Marianów Północnych, gubernator
  - Draga Stamejčič, słoweńska lekkoatletka, płotkarka i wieloboistka (zm. 2015)
  - Česlovas Stankevičius, litewski polityk, dyplomata
  - Asłan Usojan, rosyjski przestępca (zm. 2013)
  - Mirosław Zbigniew Wojalski, polski krajoznawca
- 1939:
  - Peter Revson, amerykański kierowca wyścigowy (zm. 1974)
  - Velimir Sombolac, serbski piłkarz (zm. 2016)
  - Kenzō Takada, japoński projektant mody (zm. 2020)
- 1940:
  - Pierre Duchesne, kanadyjski polityk
  - Bill Hunter, australijski aktor (zm. 2011)
  - Friedel Rausch, niemiecki piłkarz, trener (zm. 2017)
- 1941:
  - Paddy Ashdown, brytyjski wojskowy, dyplomata, polityk (zm. 2018)
  - Stanisław Fiałkowski, polski kompozytor, pianista
  - Jan Klapáč, czeski hokeista
  - Frans Kuijpers, holenderski szachista (zm. 2024)
  - Charlotte Stewart, amerykańska aktorka
  - Gabriel Zubeir Wako, sudański duchowny katolicki, arcybiskup Chartumu, kardynał
- 1942:
  - Elżbieta Goetel, polska aktorka
  - Robert Grubbs, amerykański chemik, laureat Nagrody Nobla (zm. 2021)
  - Christine Haidegger, austriacka poetka, pisarka (zm. 2021)
  - Minczo Jowczew, bułgarski inżynier, polityk, wicepremier, minister przemysłu i technologii (zm. 2020)
  - Miguel Ángel Santoro, argentyński piłkarz, bramkarz, trener
  - Klaus-Dieter Sieloff, niemiecki piłkarz (zm. 2011)
  - Hasse Thomsén, szwedzki bokser (zm. 2004)
- 1943:
  - Klaus Köste, niemiecki gimnastyk (zm. 2012)
  - Morten Lauridsen, amerykański kompozytor, dyrygent, wykładowca akademicki pochodzenia duńskiego
  - Carlos Alberto Parreira, brazylijski trener piłkarski
- 1944:
  - Andrzej Baran, polski inżynier, przedsiębiorca, samorządowiec, prezydent Dąbrowy Górniczej (zm. 2024)
  - Danutė Bekintienė, litewska urzędniczka państwowa, polityk
  - Ken Grimwood, amerykański dziennikarz, pisarz (zm. 2003)
  - Aleksander Olszewski, polski malarz, wykładowca akademicki
  - Roger Scruton, brytyjski pisarz, filozof, kompozytor, antykomunista (zm. 2020)
- 1945:
  - Carl Anderson, amerykański aktor, piosenkarz (zm. 2004)
  - Steve Chassey, amerykański kierowca wyścigowy
  - Jacek Janczarski, polski pisarz, dramaturg, satyryk, scenarzysta filmowy (zm. 2000)
  - Daniel Olbrychski, polski aktor teatralny i filmowy
- 1947:
  - Alan Guth, amerykański fizyk, kosmolog, wykładowca akademicki
  - Wil Jones, amerykański koszykarz
  - Max Klauß, niemiecki lekkoatleta, skoczek w dal
  - Gidon Kremer, łotewski skrzypek, dyrygent
  - Klaudiusz Maga, polski muzyk, członek zespołu Czerwono-Czarni (zm. 1971)
  - Roger Pratt, brytyjski operator filmowy
  - Sabawi Ibrahim at-Tikriti, iracki dowódca wojskowy (zm. 2013)
- 1948:
  - Eckhard Dagge, niemiecki bokser (zm. 2006)
  - Elżbieta Jarosik, polska aktorka
  - Edward Szymczak, polski trener lekkoatletki
- 1949:
  - Marek Grela, polski ekonomista, polityk, dyplomata
  - Debra Monk, amerykańska aktorka, piosenkarka, pisarka
  - Gustavo Suárez Pertierra, hiszpański prawnik, wykładowca akademicki, polityk
- 1950:
  - Sabine Dähne, niemiecka wioślarka
  - Larisa Dmitrijeva, litewska nauczycielka, działaczka samorządowa, polityk narodowości rosyjskiej
  - Czesław Goszczyński, polski żużlowiec (zm. 2009)
  - Waldemar Kotas, polski aktor
  - Andrzej Kuliczkowski, polski inżynier, procesor nauk technicznych
  - Marian Maciejczyk, polski związkowiec, samorządowiec
  - Kazimierz Maciejewski, polski działacz opozycji antykomunistycznej (zm. 2017)
  - Franco Moschino, włoski projektant mody (zm. 1994)
  - Andrzej Szmyt, polski prawnik, konstytucjonalista, wykładowca akademicki
- 1951:
  - Borisława Borisowa, bułgarska szachistka
  - William Delgado Silva, wenezuelski duchowny katolicki, biskup pomocniczy Maracaibo, biskup El Vigía-San Carlos del Zulia i biskup Cabimas
  - Steve Harley, brytyjski wokalista, członek zespołu Cockney Rebel
  - Lidija Łoginowa, rosyjska siatkarka
  - Walter de Silva, włoski projektant samochodów
  - Janet Steinbeck, australijska pływaczka
  - Bożena Taysner, polska strzelczyni sportowa
  - Regina Wasilewska-Kita, polska lekarka, działaczka samorządowa, polityk, poseł na Sejm RP
- 1952:
  - Jerzy Czech, polski poeta, tłumacz, publicysta
  - Dwight Jones, amerykański koszykarz (zm. 2016)
  - John Alphonsus Ryan, irlandzki duchowny katolicki, biskup Mzuzu w Malawi
- 1953:
  - Seretse Ian Khama, botswański polityk, wiceprezydent i prezydent Botswany
  - Martti Korhonen, fiński polityk
  - Stelios Kuloglu, grecki dziennikarz, scenarzysta filmowy, polityk
  - Oleg Moliboga, rosyjski siatkarz, trener (zm. 2022)
  - Yolande Moreau, belgijska aktorka, komik, reżyserka i scenarzystka filmowa
  - George Nkuo, kameruński duchowny katolicki, biskup Kumbo
  - Gabriela Svobodová, słowacka biegaczka narciarska
- 1954:
  - Ali Reza Ghesghayan, irański piłkarz
  - Kazimierz Karolczak, polski historyk, wykładowca akademicki
  - Tarcísio Nascentes dos Santos, brazylijski duchowny katolicki, biskup Duque de Caxias
  - Grażyna Świtała, polska piosenkarka, kompozytorka (zm. 2003)
- 1955:
  - Peter Christopherson, brytyjski muzyk, członek zespołów Throbbing Gristle i Coil, reżyser teledysków (zm. 2010)
  - Jaime Duarte, peruwiański piłkarz
  - Andrzej Hudziak, polski aktor (zm. 2014)
  - Włodzimierz Kowalczyk, polski realizator dźwięku, producent muzyczny
  - Justin Mulenga, zambijski duchowny katolicki, biskup Mpika (zm. 2020)
  - Eva-Lena Zetterlund, szwedzka aktorka
- 1956:
  - Gabriela Górzyńska, polska lekkoatletka, biegaczka długodystansowa
  - Józef Rzepka, polski samorządowiec, burmistrz Brzozowa
  - Anne Veski, estońska piosenkarka
  - Roman Zaborowski, polski nauczyciel, samorządowiec, polityk, senator RP
- 1957:
  - Kevin Curran, amerykański scenarzysta filmowy i telewizyjny (zm. 2016)
  - Adrian Smith, brytyjski muzyk, członek zespołu Iron Maiden
  - Timothy Spall, brytyjski aktor
- 1958:
  - Maggie Hassan, amerykańska polityk, senator
  - John Metgod, holenderski piłkarz
  - Leo Randolph, amerykański bokser
  - Marek Robaczewski, polski aktor, autor tekstów, reżyser dubbingowy
  - Steve Schofield, brytyjski żużlowiec
  - Nancy Spungen, amerykańska groupie (zm. 1978)
- 1959:
  - Juan Alberto Cruz, honduraski piłkarz
  - Alexandra Hildebrandt, niemiecka artystka, działaczka polityczna
  - Miłosz Martynowicz, polski przewodnik tatrzański, taternik, bibliofil, wydawca literatury górskiej
  - Johnny Van Zant, amerykański wokalista, członek zespołu Lynyrd Skynyrd
- 1960:
  - Pär Arvidsson, szwedzki pływak
  - Norm Breyfogle, amerykański ilustrator komiksów (zm. 2018)
  - Andrés Gómez, ekwadorski tenisista
  - Roman Szełemej, polski kardiolog, samorządowiec, prezydent Wałbrzycha
- 1961:
  - Eva Biaudet, fińska polityk pochodzenia szwedzkiego
  - Mariví González, hiszpańska hokeistka na trawie
  - Ann Peel, kanadyjska lekkoatletka, chodziarka
  - Terence Stansbury, amerykański koszykarz
  - Kirsten Wenzel, niemiecka wioślarka, sterniczka
  - James Worthy, amerykański koszykarz
- 1962:
  - Marcelo Álvarez, argentyński śpiewak operowy (tenor liryczny)
  - Adam Baldwin, amerykański aktor
  - Piotr Koj, polski nauczyciel, samorządowiec, prezydent Bytomia
  - Jacek Rychlicki, polski siatkarz
  - Grant Show, amerykański aktor
- 1963:
  - Francesco Cancellotti, włoski tenisista
  - Pär Nuder, szwedzki menedżer, polityk pochodzenia estońskiego
  - Stéphane Sednaoui, francuski reżyser, fotograf
  - Jayne Trcka, amerykańska kulturystka, aktorka
  - Roland Wieczorek, polski żużlowiec
- 1964:
  - Thomas Lange, niemiecki wioślarz
  - John Pyper-Ferguson, australijski aktor
- 1965:
  - Kannikadass William Antony, indyjski duchowny katolicki, biskup Mysore
  - Marzena Broda, polska pisarka, poetka
  - Noah Emmerich, amerykański aktor
  - Oliver Reck, niemiecki piłkarz, bramkarz
  - Andrea Schöpp, niemiecka curlerka
- 1966:
  - Patrick Carman, amerykański pisarz
  - Baltasar Kormákur, islandzki aktor, scenarzysta, producent i reżyser filmowy i teatralny
  - Donal Logue, kanadyjski aktor
  - Dorota Radomska, polska aktorka (zm. 2016)
  - Saffet Sancaklı, turecki piłkarz
- 1967:
  - Wojciech Bobilewicz, polski pisarz, tłumacz, podróżnik
  - Jonathan Ive, brytyjski projektant przemysłowy
  - Robert Kron, czeski hokeista
  - Dmitrij Popow, rosyjski piłkarz
  - Loy Vaught, amerykański koszykarz
  - Kyle Woodring, amerykański perkusista (zm. 2009)
- 1968:
  - Tore Aleksandersen, norweski trener siatkarski (zm. 2023)
  - Luigi Chiatti, włoski morderca
  - Lisa McMann, amerykańska pisarka
  - Ståle Solbakken norweski piłkarz, trener
- 1969:
  - Moisés Atisha, chilijski duchowny katolicki, biskup San Marcos de Arica
  - Toshiyuki Kuroiwa, japoński łyżwiarz szybki
  - Stuart MacBride, szkocki pisarz
  - Luke Messer, amerykański polityk, kongresmen
  - Juergen Sommer, amerykański piłkarz, bramkarz pochodzenia niemieckiego
- 1970:
  - Andrzej Folwarczny, polski działacz społeczny, polityk, poseł na Sejm RP
  - Jørn Lier Horst, norweski pisarz
  - Patricia Petibon, francuska śpiewaczka operowa (sopran koloraturowy)
  - Dimityr Popow, bułgarski piłkarz, bramkarz
  - Fryderyk Zoll, polski prawnik, wykładowca akademicki
- 1971:
  - Charles Baker, amerykański aktor, producent i reżyser filmowy i telewizyjny
  - Derren Brown, brytyjski iluzjonista
  - Roman Giertych, polski adwokat, polityk, poseł na Sejm RP, wicepremier i minister edukacji narodowej
  - Paulina Gugniewicz, polska lekkoatletka, dyskobolka
  - Andrzej Kowal, polski siatkarz, trener
  - David Rikl, czeski tenisista
- 1972:
  - Richard Coyle, brytyjski aktor
  - Jakub Gołąb, polski immunolog, onkolog
  - Maja Lidia Kossakowska, polska pisarka, dziennikarka (zm. 2022)
  - Jeannette Lewin, holenderska hokeistka na trawie
- 1973:
  - Peter André, brytyjski piosenkarz pochodzenia cypryjskiego
  - Celes Kobayashi, japoński bokser
  - Li Bingbing, chińska aktorka
  - Trajcze Nediew, macedoński szachista
  - Satu Salonen, fińska biegaczka narciarska
  - Goran Vujević, czarnogórski siatkarz
- 1974:
  - Colin Edwards, amerykański motocyklista wyścigowy
  - Milan Furo, słowacki hokeista
  - Carte P. Goodwin, amerykański polityk, senator
  - Wojciech Kamiński, polski koszykarz, trener
  - Marek Kubisz, polski piłkarz
  - Mövlud Mirəliyev, azerski judoka
  - Jarosław Rębiewski, polski kolarz szosowy
  - Daniił Richard, kazachski piłkarz, bramkarz pochodzenia ukraińskiego
  - Greg Romero, amerykański kolarz BMX
  - Hiroyasu Shimizu, japoński łyżwiarz szybki
  - Dan Smith, amerykański snowboardzista
  - Simon Terry, brytyjski łucznik
  - Filippo Timi, włoski aktor
- 1975:
  - Aitor González, hiszpański kolarz szosowy
  - Christopher Landon, amerykański reżyser, scenarzysta i producent filmowy
  - Richard Rojas, boliwijski piłkarz
  - Oumar Traoré, senegalski piłkarz
  - Brandon Williams, amerykański koszykarz, menedżer
- 1976:
  - Witalij Dienisow, rosyjski biegacz narciarski
  - Siergiej Siemak, rosyjski piłkarz
  - Yukari Tamura, japońska piosenkarka, autorka tekstów
- 1977:
  - Ewa Durska, polska lekkoatletka, kulomiotka
  - Dominic Filiou, kanadyjski karateka, strongman (zm. 2019)
  - Jennifer Isacco, włoska bobsleistka
  - Edyta Kubik, polska polityk, poseł na Sejm RP
  - Dário Monteiro, mozambicki piłkarz
  - Didargylyç Urazow, turkmeński piłkarz (zm. 2016)
- 1978:
  - James Beattie, angielski piłkarz
  - Kacha Kaladze, gruziński piłkarz, polityk
  - Adam Kinzinger, amerykański polityk, kongresmen
  - Emelie Öhrstig, szwedzka biegaczka narciarska, kolarka górska i szosowa
  - Jelena Wasilewska, rosyjska siatkarka
- 1979:
  - Karin Blaser, austriacka narciarka alpejska
  - Ding Meiyuan, chińska sztangistka
  - Mark Flickinger, amerykański wioślarz
  - Anna Vania Mello, włoska siatkarka
  - Andrzej Niedzielan, polski piłkarz
  - Alba Rohrwacher, włoska aktorka
- 1980:
  - Brandon Beemer, amerykański aktor, model
  - Chelsea Clinton, amerykańska bizneswoman
  - Subait Khater, emiracki piłkarz
  - Alena Nieumiarżycka, białoruska lekkoatletka, sprinterka
  - Bobby Valentino, amerykański piosenkarz
- 1981:
  - Stefanie Böhler, niemiecka biegaczka narciarska
  - Paulina Chojnacka, polska siatkarka
  - Pascal Feindouno, gwinejski piłkarz
  - Natalie Grandin, południowoafrykańska tenisistka
  - Josh Groban, amerykański piosenkarz, aktor
  - Marcin Jaros, polski hokeista
  - Élodie Ouédraogo, belgijska lekkoatletka, sprinterka pochodzenia burkińskiego
- 1982:
  - Bruno Soares, brazylijski tenisista
  - Aleksandra Taistra, polska wspinaczka sportowa
  - Masahiro Takamatsu, japoński judoka
- 1983:
  - Duje Draganja, chorwacki pływak
  - Devin Harris, amerykański koszykarz
  - Kate Mara, amerykańska aktorka
  - Vítězslav Veselý, czeski lekkoatleta, oszczepnik
- 1984:
  - Yasser Al-Mosailem, saudyjski piłkarz, bramkarz
  - Ali Mohamed Al-Zinkawi, kuwejcki lekkoatleta, młociarz
  - James Augustine, amerykański koszykarz
  - Giovanni Bartolucci, włoski piłkarz
  - Akseli Kokkonen, fiński skoczek narciarski
  - Oscar Obuile Ncenga, botswański piłkarz
  - Lotta Schelin, szwedzka piłkarka
  - Antony Silva, paragwajski piłkarz, bramkarz
  - Antti Tuisku, fiński piosenkarz
  - Rhys Williams, brytyjski lekkoatleta, płotkarz i sprinter
- 1985:
  - Elżbieta Zawadka, polska koszykarka
  - Asami Abe, japońska piosenkarka
  - Dinijar Bilaletdinow, rosyjski piłkarz
  - Jewgienij Rybakow, rosyjski lekkoatleta, długodystansowiec
- 1986:
  - Nkolika Anosike, amerykańska koszykarka
  - Yovani Gallardo, meksykański baseballista
  - Daniel Gibson, amerykański koszykarz
  - Arnbjørn Hansen, farerski piłkarz
  - Michel Mulder, holenderski łyżwiarz szybki
  - Ronald Mulder, holenderski łyżwiarz szybki
- 1987:
  - Wałerij Andrijcew, ukraiński zapaśnik
  - Michał Bartczak, polski piłkarz ręczny
  - Florence Jebet Kiplagat, kenijska lekkoatletka, biegaczka długodystansowa
  - Nudnida Luangnam, tajska tenisistka
  - Maximiliano Moralez, argentyński piłkarz
  - Paweł Szefernaker, polski polityk, poseł na Sejm RP
- 1988:
  - Komejl Ghasemi, irański zapaśnik
  - Gábor Gyömbér, węgierski piłkarz
  - JD Natasha, amerykańska piosenkarka pochodzenia argentyńsko-kubańskiego
  - Fabrice Ondama, kongijski piłkarz
- 1989:
  - Stephen Kiprotich, ugandyjski lekkoatleta, długodystansowiec
  - Koo Ja-cheol, południowokoreański piłkarz
  - Takahiko Kozuka, japoński łyżwiarz figurowy
  - Warlam Liparteliani, gruziński judoka
- 1990:
  - Facundo Bagnis, argentyński tenisista
  - Marc de Bonte, belgijski kick-boxer, bokser (zm. 2016)
  - Teal Bunbury, amerykański piłkarz
  - Juan Cornejo, chilijski piłkarz
  - Matic Fink, słoweński piłkarz
  - Michal Frydrych, czeski piłkarz
  - Kim Young-gwon, południowokoreański piłkarz
  - Peter Kofod, duński samorządowiec, polityk, eurodeputowany
  - Lindsey Morgan, amerykańska aktorka
  - Marta Torrejón, hiszpańska piłkarka
  - Megan Young, filipińsko-amerykańska aktorka, modelka, zdobywczyni tytułu Miss World
- 1991:
  - Gregor Deschwanden, szwajcarski skoczek narciarski
  - Eddie Hernández, honduraski piłkarz
  - Otávio Pinto, brazylijski siatkarz
  - David Texeira, urugwajski piłkarz
- 1992:
  - Urszula Bhebhe, polska lekkoatletka, płotkarka
  - Filip Krajinović, serbski tenisista
  - Meyers Leonard, amerykański koszykarz
  - Jonjo Shelvey, angielski piłkarz
  - Jimmy Vicaut, francuski lekkoatleta, sprinter
  - Callum Wilson, angielski piłkarz
- 1993:
  - Alphonse Areola, francuski piłkarz, bramkarz pochodzenia filipińskiego
  - Nateła Dzałamidze, rosyjsko-gruzińska tenisistka
  - Meik Karwot, niemiecki piłkarz
  - Ryder Matos, brazylijski piłkarz
  - Elizabeth McMahon, amerykańska siatkarka
  - Andrés Villena, hiszpański siatkarz
- 1994:
  - Bartosz Filipiak, polski siatkarz
  - Hou Yifan, chińska szachistka
  - Mike Matheson, kanadyjski hokeista
  - Andraž Šporar, słoweński piłkarz
- 1995:
  - Djigui Diarra, malijski piłkarz, bramkarz
  - John Filippi, francuski kierowca wyścigowy
  - Sergej Milinković-Savić, serbski piłkarz
  - Mirazizbek Mirzaxalilov, uzbecki bokser
  - Kōsuke Nakamura, japoński piłkarz, bramkarz
  - Agnieszka Niedźwiedź, polska zawodniczka MMA
  - Tomáš Souček, czeski piłkarz
- 1996:
  - Luis Abram, peruwiański piłkarz
  - Marta Bassino, włoska narciarka alpejska
  - Dorota Borowska, polska kajakarka, kanadyjkarka
  - Aurélien Paret-Peintre, francuski kolarz szosowy
- 1997:
  - Marcelin Gando, kameruński piłkarz
  - Mateusz Lis, polski piłkarz, bramkarz
- 1998:
  - Lorenzo Callegari, francuski piłkarz pochodzenia włoskiego
  - Todd Cantwell, angielski piłkarz
  - Felix Gall, austriacki kolarz szosowy
  - Masamitsu Itō, japoński skoczek narciarski
  - Theo Stevenson, brytyjski aktor
  - Daniela Ulbing, austriacka snowboardzistka
  - Bálint Vogyicska, węgierski piłkarz
- 1999:
  - Wałerij Bondar, ukraiński piłkarz
  - Jaimon Lidsey, australijski żużlowiec
  - Miguel Luís, portugalski piłkarz
  - Boubakary Soumaré, francuski piłkarz pochodzenia senegalskiego
- 2000:
  - Szymon Janczak, polski koszykarz
  - Filip Kaloč, czeski piłkarz
  - Bożena Puter, polska koszykarka
- 2001 – An San, południowokoreańska łuczniczka
- 2002 – Johnny Davis, amerykański koszykarz
- 2003 – Liam Brearley, kanadyjski snowboardzista
- 2004:
  - Norman Garbett, nowozelandzki piłkarz
  - Miguel Monsalve, kolumbijski piłkarz
- 2006:
  - Tymoteusz Kucharczyk, polski kierowca wyścigowy
  - Samuel Watson, amerykański wspinacz sportowy

## Zmarli
- 291 p.n.e. – Kōan, cesarz Japonii (ur. 427 p.n.e.)
- 640 – Pepin z Landen, majordom Austrazji, święty (ur. ok. 580)
- 1026 – Henryk V, hrabia w Luksemburgu (jako Henryk I), książę Bawarii (ur. ok. 960)
- 1251 – Tomasz I, hrabia Acerry (ur. ok. 1185)
- 1425 – Wasyl I, wielki książę moskiewski (ur. 1371)
- 1462 – Władysław II, książę płocki (ur. 1448?)
- 1483 – Wilhelm VIII Paleolog, markiz Montferratu (ur. 1420)
- 1583 – Izabela Grimaldi, dama Monako (ur. ?)
- 1601:
  - Marek Barkworth, angielski duchowny katolicki, męczennik, błogosławiony (ur. ok. 1572)
  - Roger Filcock, angielski duchowny katolicki, męczennik, błogosławiony (ur. ?)
  - Anna Line, angielska męczennica i święta katolicka (ur. ?)
- 1608 – Henryk de Montpensier, francuski arystokrata (ur. 1573)
- 1655 – Francesco Molino, doża Wenecji, admirał (ur. 1575)
- 1664 – Iwan Bohun, kozacki pułkownik (ur. ?)
- 1666 – Ludwika de Guzman, królowa i regentka Portugalii (ur. 1613)
- 1667 – Stanisław Rewera Potocki, hetman wielki koronny, wojewoda krakowski (ur. 1579)
- 1706 – John Evelyn, angielski przyrodnik, ogrodnik, bibliofil, pamiętnikarz (ur. 1620)
- 1718 – Václav Karel Holan Rovenský, czeski kompozytor, organista, kapelmistrz (ur. 1644)
- 1735 – John Arbuthnot, szkocki lekarz, satyryk, prozaik, dramaturg (ur. 1667)
- 1740 – Poul Vendelbo Løvenhørn, duński generał, dyplomata, polityk (ur. 1686)
- 1759 – Jacob Theodor Klein, niemiecki przyrodnik, prawnik, historyk, matematyk, dyplomata w służbie polskiej (ur. 1685)
- 1760 – Anna Magdalena Bach, niemiecka śpiewaczka operowa (sopran) (ur. 1701)
- 1783 – Ludwik Karol Dąmbski, polski szlachcic, polityk (ur. 1731)
- 1784 – Hrabia de Saint-Germain, francuski podróżnik, wynalazca, pianista, skrzypek, malarz, poeta (ur. ?)
- 1794 – Jean-Rodolphe Perronet, francuski architekt, inżynier wykładowca akademicki (ur. 1708)
- 1795 – Francis Marion, amerykański dowódca wojskowy (ur. 1732)
- 1800:
  - Maria Adelajda Burbon, francuska księżniczka (ur. 1732)
  - Michael Groddeck, niemiecki bibliotekarz, polityk, burmistrz Gdańska (ur. 1731)
- 1814 – Jean-Louis-Ébénézer Reynier, francuski generał pochodzenia szwajcarskiego (ur. 1771)
- 1821 – Gottlieb Conrad Christian Storr, niemiecki lekarz, naturalista (ur. 1749)
- 1831 – Józef Kozłowski, polski kompozytor (ur. 1757)
- 1839 – Szymon Konarski, polski działacz niepodległościowy, uczestnik powstania listopadowego (ur. 1808)
- 1843 – Florian Kobyliński, polski generał brygady, szambelan królewski (ur. 1774)
- 1844 – Nicholas Biddle, amerykański finansista, polityk (ur. 1786)
- 1845 – Dominik Alojzy Magnuszewski, polski pisarz (ur. 1810)
- 1846 – Edward Dembowski, polski filozof, krytyk literacki, publicysta, działacz niepodległościowy (ur. 1822)
- 1852 – Joseph Drechsler, austriacki kompozytor, dyrygent, organista pochodzenia czeskiego (ur. 1782)
- 1853 – Félix Varela, kubański duchowny katolicki, Sługa Boży (ur. 1788)
- 1854:
  - Friedrich Eisenlohr, niemiecki architekt (ur. 1805)
  - Hugues-Félicite-Robert de Lamennais, francuski duchowny katolicki, pisarz (ur. 1782)
- 1861 – Pięciu poległych podczas antyrosyjskiej manifestacji w Warszawie:
  - Filip Adamkiewicz, polski czeladnik krawiecki (ur. ?)
  - Michał Arcichiewicz, polski uczeń (ur. 1844)
  - Karol Brendel, polski robotnik (ur. ?)
  - Marceli Paweł Karczewski, polski ziemianin (ur. 1805/1806)
  - Zdzisław Rutkowski, polski ziemianin (ur. 1838)
- 1861 – Leon Janiszewski, polski poeta, muzyk (ur. 1810)
- 1862 – Gabriel Possenti, włoski pasjonista, święty (ur. 1838)
- 1865 – Miklós Jósika, węgierski pisarz (ur. 1794)
- 1868 – Walerian Łukasiński, polski major, działacz niepodległościowy (ur. 1786)
- 1871 – Józef Tous y Soler, hiszpański kapucyn, błogosławiony (ur. 1811)
- 1875 – Friedrich Wilhelm August Argelander, niemiecki astronom pochodzenia fińskiego (ur. 1799)
- 1879 – Filippo Maria Guidi, włoski duchowny katolicki, arcybiskup Bolonii, kardynał (ur. 1815)
- 1881 – Boleslav Jablonský, czeski duchowny katolicki, poeta (ur. 1813)
- 1882 – Alfred Jaëll, austriacki pianista, kompozytor (ur. 1832)
- 1883:
  - Leopold Abaffy, słowacki duchowny katolicki, prozaik, poeta, dramaturg (ur. 1827)
  - Julius Stern, niemiecki dyrygent, pedagog (ur. 1820)
- 1884 – Maria od Jezusa Deluil-Martiny, francuska zakonnica, błogosławiona (ur. 1841)
- 1885 – Ignatius Paoli, włoski duchowny katolicki, biskup bukareszteński (ur. 1818)
- 1887 – Aleksandr Borodin, rosyjski chemik, muzyk, kompozytor (ur. 1833)
- 1889 – August Piskorski, polski białoskórnik (ur. 1819)
- 1890 – Otto Hausner, austriacki historyk sztuki, pisarz, mówca, erudyta, polityk (ur. 1827)
- 1891 – Ksawery Liske, polski historyk, wykładowca akademicki (ur. 1838)
- 1892 – Louis Vuitton, francuski przedsiębiorca (ur. 1821)
- 1883 – Lew Makow, rosyjski polityk (ur. 1830)
- 1894 – Józef Łepkowski, polski archeolog, historyk, encyklopedysta, filozof, wykładowca akademicki, działacz społeczny, polityk (ur. 1826)
- 1898 – Emilio Orsini, włoski prawnik, szachista (ur. 1839)
- 1899 – Emanuel Hannak, austriacki historyk, pedagog (ur. 1841)
- 1902 – Zygmunt Andrzej Wielopolski, polski wojskowy w służbie rosyjskiej, polityk, prezydent Warszawy (ur. 1833)
- 1905 – George S. Boutwell, amerykański ekonomista, prawnik, polityk (ur. 1818)
- 1906 – Samuel Pierpont Langley, amerykański fizyk, astronom, pionier aeronautyki (ur. 1834)
- 1908 – August Karol Diehl, polski duchowny ewangelicko-reformowany, biblista, wydawca, superintendent generalny Kościoła Ewangelicko-Reformowanego w RP (ur. 1837)
- 1912 – Bronisław Taczanowski, polski otiatra, psychiatra (ur. 1840)
- 1913 – William Henry White, brytyjski architekt okrętowy (ur. 1845)
- 1914:
  - Johannes Baptist Katschthaler, austriacki duchowny katolicki, arcybiskup Salzburga, kardynał (ur. 1832)
  - Konstantyn V, ekumeniczny patriarcha Konstantynopola (ur. 1833)
- 1916 – Rafał z Brooklynu, amerykański biskup i święty prawosławny pochodzenia syryjskiego (ur. 1860)
- 1917 – János Jung, węgierski duchowny katolicki, biskup tytularny diecezji Rosalia (ur. 1841)
- 1918:
  - Antoni Kaczorowski, polski polityk, działacz lewicy niepodległościowej (ur. 1878)
  - Bronisław Kruczkiewicz, polski filolog klasyczny, wykładowca akademicki (ur. 1849)
  - Wasilij Safonow, rosyjski pianista, dyrygent, pedagog (ur. 1852)
- 1920 – Adolf Inlender, polski farmaceuta, działacz społeczny i socjalistyczny (ur. 1853)
- 1921 – Maurycy Straszewski, polski filozof, wykładowca akademicki (ur. 1848)
- 1926:
  - Bronisław Grąbczewski, polski topograf, etnograf, podróżnik, odkrywca, generał lejtnant armii rosyjskiej (ur. 1855)
  - Max Nivelli, niemiecki producent filmowy pochodzenia żydowskiego (ur. 1878)
  - Augusto Silj, włoski kardynał, wysoki urzędnik Kurii Rzymskiej (ur. 1846)
  - Olga Wisinger-Florian, austriacka malarka (ur. 1844)
- 1927:
  - Melchior Fordon, polski franciszkanin, czcigodny Sługa Boży (ur. 1862)
  - Casper van Overeem, holenderski mykolog (ur. 1893)
  - Zofia Sokolnicka, polska polityk, poseł na Sejm Ustawodawczy i Sejm RP (ur. 1878)
  - Roman Zagórski, polski psychiatra (ur. 1875)
- 1928:
  - Jürgen Kröger, niemiecki architekt (ur. 1856)
  - Karl Max von Lichnowsky, niemiecki książę, dyplomata (ur. 1860)
- 1929:
  - Jan Gabriel Cumft, polski okulista (ur. 1864)
  - Władysław Klimaszewski, polski urzędnik, działacz społeczny i niepodległościowy (ur. 1856)
  - Bronisław Sarosiek, polski duchowny katolicki, działacz społeczny (ur. 1871)
  - Marian Szczurowski, polski malarz (ur. 1863)
- 1930 – Karl Bohnenkamp, niemiecki pilot wojskowy, as myśliwski (ur. 1890)
- 1931 – Erich Wasmann, austriacki jezuita, entomolog (ur. 1859)
- 1932 – Zygmunt Łempicki, polski tytularny generał dywizji (ur. 1867)
- 1933 – Alice Jones, kanadyjska pisarka (ur. 1853)
- 1935 – Herbert Bunston, brytyjski aktor (ur. 1874)
- 1936:
  - Joshua W. Alexander, amerykański polityk, sekretarz handlu (ur. 1852)
  - Mulu-Gieta, etiopski wojskowy, polityk (ur. ?)
  - Iwan Pawłow, rosyjski fizjolog, wykładowca akademicki, laureat Nagrody Nobla (ur. 1849)
- 1937 – Hosteen Klah, artysta i szaman z plemienia Nawahów (ur. 1867)
- 1938:
  - Erik Andersen, duński szachista (ur. 1904)
  - Onezym (Pyłajew), rosyjski biskup prawosławny, święty nowomęczennik (ur. 1876)
  - Walerian (Rudicz), rosyjski biskup prawosławny (ur. 1889)
  - Stanisław Streich, polski duchowny katolicki, Sługa Boży (ur. 1902)
- 1939 – Nadieżda Krupska, rosyjska działaczka komunistyczna, pedagog (ur. 1869)
- 1940:
  - Peter Behrens, niemiecki malarz, architekt, projektant przemysłowy (ur. 1868)
  - Betał Kałmykow, radziecki polityk (ur. 1893)
- 1941:
  - William D. Byron, amerykański polityk (ur. 1895)
  - Janusz Rabski, polski adwokat, pisarz, polityk (ur. 1900)
- 1942 – Bruno Bauch, niemiecki filozof (ur. 1877)
- 1943:
  - María Caridad Brader, szwajcarska zakonnica, błogosławiona (ur. 1860)
  - Aleksandr Matrosow, radziecki żołnierz (ur. 1924)
  - Kostis Palamas, grecki poeta (ur. 1859)
- 1945 – Arthur Schwab, szwajcarski lekkoatleta, chodziarz (ur. 1896)
- 1946:
  - Hans Latt, niemiecki rzeźbiarz (ur. 1859)
  - Marian Jerzy Malicki, polski kostiumolog, malarz, grafik, scenograf (ur. 1895)
  - Harry Edwin Wood, południowoafrykański astronom (ur. 1881)
- 1948 – Nikodem, rumuński duchowny prawosławny, patriarcha Rumunii (ur. 1864)
- 1952 – Teodoros Pangalos, grecki generał, polityk (ur. 1878)
- 1954:
  - Bobby Ball, amerykański kierowca wyścigowy (ur. 1925)
  - Aleksander Studniarski, polski działacz antykomunistyczny, dowódca Krajowej Armii Wyzwoleńczej, więzień polityczny (ur. 1933)
- 1960 – Jakow Golew, radziecki finansista, polityk (ur. 1894)
- 1961 – Platt Adams, amerykański lekkoatleta, skoczek wzwyż i w dal (ur. 1885)
- 1962 – Herbert Rosinski, amerykański teoretyk wojskowości pochodzenia niemieckiego (ur. 1903)
- 1964:
  - Anna Julia Cooper, amerykańska pisarka, feministka (ur. 1858)
  - Antanas Trimakas, litewski prawnik, naukowiec, dyplomata (ur. 1902)
- 1968:
  - Aage H. Andersen, duński działacz nazistowski i antysemicki, publicysta, pisarz (ur. 1892)
  - Jan (Bratolubow), rosyjski biskup prawosławny (ur. 1882)
  - Zofia Dzierżyńska, rosyjska i radziecka działaczka komunistyczna, nauczycielka (ur. 1882)
  - Frankie Lymon, amerykański piosenkarz (ur. 1942)
  - Hertha Sponer, niemiecka fizyk (ur. 1895)
- 1969:
  - Marius Barbeau, kanadyjski etnograf, folklorysta (ur. 1883)
  - John Boles, amerykański aktor (ur. 1895)
  - Albert Mokiejew, rosyjski pięcioboista nowoczesny (ur. 1936)
- 1970 – Reizō Fukuhara, japoński piłkarz (ur. 1931)
- 1971:
  - Klaudiusz Maga, polski muzyk, członek zespołu Czerwono-Czarni (ur. 1947)
  - Marja Młynkowa, górnołużycka pisarka (ur. 1934)
- 1972 – Viktor Barna, węgiersko-brytyjski tenisista stołowy (ur. 1911)
- 1973 – Eduard Frühwirth, austriacki piłkarz, trener (ur. 1908)
- 1974 – Nina Romanowa, rosyjska księżniczka (ur. 1801)
- 1975:
  - Boris Apuchtin, rosyjski piłkarz, trener (ur. 1906)
  - Knut Kroon, szwedzki piłkarz (ur. 1906)
- 1976:
  - Harry von Bülow-Bothkamp, niemiecki pilot wojskowy, as myśliwski (ur. 1897)
  - Bronisław Dobrzański, polski prawnik, sędzia Sądu Najwyższego (ur. 1898)
  - Kálmán Kalocsay, węgierski esperantysta, pisarz, tłumacz, językoznawca, chirurg (ur. 1891)
  - Harmon C. Rorison, amerykański pilot wojskowy (ur. 1893)
- 1977:
  - John Dickson Carr, amerykański pisarz (ur. 1906)
  - Edward Dahlberg, amerykański pisarz (ur. 1900)
  - Aleksander Mełeń-Korczyński, polski prawnik, emigracyjny działacz polityczny (ur. 1909)
  - Franciszek Paszek, polski żołnierz ZWZ/AK (ur. 1920)
- 1978 – Wadim Sałmanow, rosyjski kompozytor, pedagog (ur. 1912)
- 1979:
  - Michaił Chozin, radziecki generał-pułkownik (ur. 1896)
  - Hanns-Horst von Necker, niemiecki generał Luftwaffe (ur. 1903)
  - Salty du Rand, południowoafrykański rugbysta (ur. 1926)
- 1980:
  - Jan Brzoza polski urzędnik, polityk, poseł na Sejm PRL (ur. 1923)
  - Antoni Demianowicz, polski zoolog, wykładowca akademicki, pszczelarz (ur. 1897)
- 1982:
  - Jurij Jegorow, rosyjski aktor, reżyser i scenarzysta filmowy (ur. 1920)
  - Maria Kownacka, polska pisarka, tłumaczka (ur. 1894)
  - Wanda Kragen, polska pisarka, poetka, tłumaczka (ur. 1893)
- 1983:
  - Gyula Lázár, węgierski piłkarz, trener (ur. 1911)
  - Władysław Maleszewski, polski koszykarz, trener (ur. 1921)
- 1984:
  - Michał Kondracki, polski kompozytor, pedagog i publicysta muzyczny (ur. 1902)
  - Simón Lecue, hiszpański piłkarz (ur. 1912)
- 1985:
  - Henryk Grochulski, polski dyplomata (ur. 1907)
  - Henry C. Lodge, amerykański dyplomata, polityk (ur. 1902)
- 1986:
  - Gedeon Barcza węgierski szachista, dziennikarz (ur. 1911)
  - Henryk Bukowiecki, polski botanik, farmaceuta, wykładowca akademicki (ur. 1903)
- 1987:
  - Franciszek Blachnicki, polski duchowny katolicki, założyciel Ruchu Światło-Życie, Sługa Boży (ur. 1921)
  - Fumio Kamei, japoński reżyser filmowy (ur. 1908)
- 1989:
  - Konrad Lorenz, austriacki zoolog, ornitolog, laureat Nagrody Nobla (ur. 1903)
  - Bas Paauwe, holenderski piłkarz (ur. 1911)
- 1990:
  - Karol Podgórski, polski aktor (ur. 1918)
  - Henryk Wereszycki, polski historyk, wykładowca akademicki (ur. 1898)
- 1992 – Algirdas Julien Greimas, litewski i francuski semiotyk, teoretyk literatury, językoznawca, wykładowca akademicki (ur. 1917)
- 1993:
  - Pina Carmirelli, włoska skrzypaczka (ur. 1914)
  - Lillian Gish, amerykańska aktorka (ur. 1893)
  - Marģeris Zariņš, łotewski kompozytor, pisarz (ur. 1910)
- 1994 – Harold Acton, brytyjski prozaik, poeta pochodzenia włoskiego (ur. 1904)
- 1995 – Anatolij Norakidze, gruziński piłkarz, trener (ur. 1930)
- 1998:
  - George Hitchings, amerykański biochemik, farmakolog, laureat Nagrody Nobla (ur. 1905)
  - J.T. Walsh, amerykański aktor (ur. 1943)
- 2000 – Jurij Triegubow, rosyjski działacz emigracyjny, pisarz, tłumacz (ur. 1913)
- 2002:
  - Maksym (Krocha), rosyjski biskup prawosławny (ur. 1928)
  - Oskar Sala, niemiecki kompozytor, pionier muzyki elektronicznej (ur. 1910)
- 2003:
  - Wolfgang Larrazábal, wenezuelski admirał, polityk p.o. prezydenta Wenezueli (ur. 1911)
  - Fred Rogers, amerykański aktor, kompozytor, osobowość telewizyjna (ur. 1928)
- 2004:
  - Paul M. Sweezy, amerykański ekonomista marksistowski (ur. 1910)
  - Tadeusz Walendowski, polski dziennikarz, filmowiec (ur. 1944)
- 2006 – Ferenc Bene, węgierski piłkarz, trener (ur. 1944)
- 2007 – Bernd von Freytag-Loringhoven, niemiecki generał (ur. 1914)
- 2008:
  - Boyd Coddington, amerykański konstruktor hot-rodów (ur. 1944)
  - William F. Buckley Jr., amerykański pisarz, publicysta (ur. 1925)
  - Ivan Rebroff, niemiecki śpiewak operowy (sopran) (ur. 1931)
  - Jerzy Suszko, polski dziennikarz sportowy (ur. 1921)
  - Jarosław Zabiega, polski dziennikarz motoryzacyjny (ur. 1978)
- 2009:
  - Bolec, polski raper, aktor (ur. 1971)
  - Manea Mănescu, rumuński polityk, premier Rumunii (ur. 1916)
- 2010:
  - Zbigniew Knapik, polski profesor nauk medycznych (ur. 1926)
  - Krystyna Pisarkowa, polska językoznawczyni, wykładowczyni akademicka (ur. 1932)
  - Oleg Stiepanow, rosyjski judoka (ur. 1939)
- 2011:
  - Necmettin Erbakan, turecki polityk, premier Turcji (ur. 1926)
  - Danuta Idaszak, polska muzykolog (ur. 1930)
  - Eddie Kirkland, amerykański muzyk bluesowy (ur. 1928)
  - Agnes Milowka, australijska nurek jaskiniowa, odkrywczyni, badaczka, filmowiec (ur. 1981)
  - Kazimierz Modzelewski, polski polityk (ur. 1934)
  - Amparo Muñoz, hiszpańska aktorka (ur. 1954)
- 2012:
  - Werner Guballa, niemiecki duchowny katolicki, biskup pomocniczy Moguncji (ur. 1944)
  - Piotr Pawłowski, polski aktor (ur. 1925)
  - Władysław Tajner, polski skoczek narciarski, narciarz alpejski (ur. 1935)
- 2013:
  - Imants Ziedonis, łotweski poeta, pisarz, tłumacz (ur. 1933)
  - Ramon Dekkers, holenderski kick-boxer (ur. 1969)
- 2014:
  - Raymond Boland, amerykański duchowny katolicki, biskup Kansas City-Saint Joseph (ur. 1932)
  - Huber Matos, kubański polityk, dysydent (ur. 1918)
- 2015:
  - Boris Niemcow, rosyjski polityk, opozycjonista, obrońca praw człowieka (ur. 1959)
  - Leonard Nimoy, amerykański aktor, reżyser filmowy (ur. 1931)
  - Bohdan Tomaszewski, polski dziennikarz, komentator sportowy, tenisista (ur. 1921)
  - Patrick Whitefield, brytyjski instruktor permakultury (ur. 1949)
- 2016:
  - Jerzy Błaszczyk, polski płetwonurek (ur. 1970)
  - Yūshū Kitano, japoński zapaśnik (ur. 1930)
  - Dariusz Kwiatkowski, polski koszykarz (ur. 1952)
  - Krystyna Szlaga, polska poetka, autorka sztuk scenicznych i słuchowisk (ur. 1938)
- 2017:
  - Zvjezdan Cvetković, chorwacki piłkarz (ur. 1960)
  - Romuald Dziewięcki, polski działacz motoryzacyjny (ur. 1933)
  - Ignacy Ordon, polski piłkarz, trener (ur. 1934)
  - Carlos Humberto Romero, salwadorski generał, polityk, prezydent Salwadoru (ur. 1924)
- 2018:
  - Joseph Bagobiri, nigeryjski duchowny katolicki, biskup Kafanchan (ur. 1957)
  - Quini, hiszpański piłkarz (ur. 1949)
  - Marian Ryba, polski generał brygady, polityk, dyplomata wojskowy (ur. 1919)
  - Stanisław Trybała, polski rzeźbiarz (ur. 1950)
  - Jan Twardowski, polski działacz kulturalny (ur. 1951)
- 2019:
  - France-Albert René, seszelski polityk, premier i prezydent Seszeli (ur. 1935)
  - Janusz Skowron, polski pianista jazzowy, kompozytor (ur. 1957)
  - Willie Williams, amerykański lekkoatleta, sprinter (ur. 1931)
- 2020:
  - Eduardo Alas Alfaro, salwadorski duchowny katolicki, biskup Chalatenango (ur. 1930)
  - Valdir Espinosa, brazylijski trener piłkarski (ur. 1947)
  - Hadi Chosroszahi, irański duchowny szyicki, dyplomata, polityk (ur. 1939)
  - Paweł Królikowski, polski aktor (ur. 1961)
  - Braian Toledo, argentyński lekkoatleta, oszczepnik (ur. 1993)
- 2021:
  - Janusz Barta, polski prawnik, wykładowca akademicki (ur. 1947)
  - Linus Nirmal Gomes, indyjski duchowny katolicki, biskup Baruipuru (ur. 1921)
  - January Komański, polski generał brygady (ur. 1941)
- 2022:
  - José Carlos Castanho de Almeida, brazylijski duchowny katolicki, biskup Araçatuba (ur. 1930)
  - Marieta Janaku, grecka lekarka, polityk, minister zdrowia, minister edukacji, eurodeputowana (ur. 1951)
  - Janusz Szwaja, polski prawnik, wykładowca akademicki (ur. 1934)
- 2023:
  - Jerzy Dembczyński, polski fizyk, wykładowca akademicki (ur. 1943)
  - Ewa Iwaszkiewicz, polska okulistka, dr hab. nauk medycznych (ur. 1937)
  - Gérard Latortue, haitański prawnik, polityk, minister spraw zagranicznych, premier Haiti (ur. 1934)
- 2024:
  - Richard Lewis, amerykański aktor, komik (ur. 1947)
  - Wit Majewski, polski związkowiec, polityk, poseł na Sejm RP (ur. 1943)
  - Jean-Pierre Soisson, francuski samorządowiec, polityk, mer Auxerre, minister rolnictwa (ur. 1934)
  - Richard Truly, amerykański pilot wojskowy, astronauta (ur. 1937)
  - Zbigniew Wesołowski, polski inżynier mechanik, profesor nauk technicznych (ur. 1933)
- 2025:
  - Stanisław Gebhardt, polski ekonomista, publicysta, działacz społeczny (ur. 1928)
  - Paul L. Maier, amerykański historyk, pisarz (ur. 1930)
  - Boris Spasski, rosyjski szachista (ur. 1937)